# Dreptul de supraveghere
Dreptul de supraveghere (droit de surveillance în franceză) reprezintă drept al oricărui părinte care nu a fost decăzut din exercițiul drepturilor părintești. Acest drept se păstrează de către părintele necustodian atât Codul Familiei abrogat  cât și noul cod civil  sau Legea protecției copilului  având precizări în acest sens. Acest drept rezidual consultativ, dar fundamental, permite părinților să urmărească școlarizarea copiilor, activitățile culturale, sportive, spirituale, deplasările inclusiv cele în străinătate, părintele dându-și avizul privind orientările vieții copilului său.

## Limitări
Însă, este foarte dificil ca acest drept să poată fi exercitat cu adevărat, căci trebuie să fii destul de informat și capabil de acest exercițiu.

## Acțiunile autorităților pentru sprijinirea dreptului de supraveghere

### În alte țări
Fără a fi considerat ca o intruziune, Ministerul Educației naționale din numeroase țări și diferite epoci dă directive pentru ca acest drept să poată fi aplicat ca înregistrare a adreselor ambilor părinți, comunicarea de buletine și alte informații cum ar fi programul, ședințele dintre părinți și profesori, posibilitatea de a-i cunoaște pe profesori și de a participa la viața instituțiilor școlare (asociații ale părinților elevilor, festivități...). 

### În România
Nu există astfel de programe în România. Din contră există multe unități școlare și medicale care de multe ori refuză părintelui căruia nu i-a fost încredințat minorul, accesul în incinta unității sau furnizarea de informații relativ la minor.